# マブリ
マブリは、日本の2人組音楽ユニット。奄美シマ唄や八月踊り唄を伝統的なスタイルとポピュラーアレンジの両方で歌い、演奏している。マブリは奄美方言で魂を意味し、「魂を込めてシマ唄に取り組んでいる」ことの表明として命名した。関東、関西、奄美群島を中心に、奄美料理店、沖縄料理店でのライブ、奄美関連のイベント、郷友会の会合などでライブ活動を行っている。奄美群島を題材にしたり、奄美方言で作詞した軽快なオリジナル曲、カヴァー曲、新民謡等も演奏し、観客を巻き込んでの間近で歌って踊れるステージが魅力。
また、朝崎郁恵、ゆげみわこらの歌手の伴奏も担当し、各地のツアーに同行している。2001年7月に松坂慶子主演の演劇『天守物語』で伴奏を務めた。2018年放送のNHK大河ドラマ『西郷どん』の劇伴音楽演奏にも加わっている。
毎年川崎市で「黒潮ROCK（くるしゅロック）」と題した奄美、沖縄系のミュージシャンやジャンベ奏者を集めたイベントを主催している。

## 経歴
- 1999年にタナカアツシが、以前から祖父を訪ねて自宅に訪れることがあった加計呂麻島出身の唄者朝崎郁恵に師事するとともに、三味線、ちぢん（太鼓）で伴奏を担当し始めた[2]。
- 同年ジンベ奏者の奈良大介と朝崎の伴奏者として出会い、その後二人で三味線とちぢんのユニットとしての活動を開始した[2]。朝崎に指示されるまま、奈良も徐々に囃子、三味線へと担当が広がる。
- 2003年にマブリと命名し、10月にライヴ盤CD『奄美シマ唄ライヴ』を発売[2]。
- 2004年12月23日、シマ唄アルバム『島遊び』発売。
- 2006年10月20日、シマ唄アルバム『あしなれ』発売。
- 2007年11月25日、シマ唄アルバム『島想い シマウムイ』発売。
- 2010年9月17日、オリジナル曲とシマ唄、新民謡を収録したアルバム『黒潮ROCK』(くるしゅロック)発売。あわせて、THEワレンキャと共に「黒潮ツアー2010」と題した徳之島、加計呂麻島、奄美大島ツアーを開始。
- 2012年10月20日、オリジナル曲とシマ唄を収録したアルバム『かんもうれ』発売。
- 2017年12月4日、タナカアツシ『大島エレジー』発売記念ライブを奄美市で開催[3]。朝崎郁恵が飛入り出演。
- 2018年2月1日、タナカアツシ『大島エレジー』発売記念ライブを東京都の南青山で開催[4][5]。ゲストに朝崎郁恵、有森也実ら[4]。

## メンバー
- タナカアツシ - 三味線、アコースティック・ギター、ハーモニカ、指笛
- 奈良大介 - ジンベ、ちぢん、三味線、アコースティック・ギター

### タナカアツシ
タナカアツシは1965年10月18日東京都生まれであるが、鹿児島県喜界町出身の祖父植崎馨（通称コオル兄さん）が奄美三味線の名手で、幼少の頃から祖父が奄美出身の友人や唄者たちと自宅で奄美シマ唄の掛け合いをする唄遊び（うたあしび）を毎夜のように身近に体験して育った。同時に、奄美沖縄の新民謡など昭和歌謡にも親しんだ。
1970年代のニューミュージックやザ・ビートルズ、B.B.キングなどのブルースに惹かれてギターの演奏やバンド活動を始め、1990年10月27日にはTBSテレビ『平成名物TV』「三宅裕司のいかすバンド天国」に「ラッキィズ」のメンバーとして出場し、審査員特別賞を受賞した。
1985年に初めて奄美大島、喜界島を訪れ、カルチャーショックを受ける。1998年に祖父が亡くなり、独学で形見の三味線を弾くようになったが、翌1999年に、祖父と親交があり以前から三味線の伴奏をするなど、面識があった加計呂麻島出身の唄者朝崎郁恵の伴奏を担当して三味線の演奏活動を始めた。(後にシマ唄で師事し歌唱も始めた)。
マブリの他、鹿児島県徳之島や宮崎県などの出身者5人で2007年に結成したロックバンド「THEワレンキャ」でもギター、三味線を担当していたが2018年6月13日発売の『大島エレジー』でメジャーデビューに伴い、単独での活動が中心となっている。
メジャーデビュー前には単独で、あるいは牧岡奈美、指宿桃子(すもも)、東郷さやか、榮百々代等の奄美シマ唄の唄者と共演のライブも開催していた。また、牧岡奈美らの歌の作曲も手がけている。
整体治療師として1993年より均整院も経営している。

### 奈良大介
1967年3月19日兵庫県生まれ。
高校2年時からバンド活動を始める。20代にボブ・マーリーを初めとするレゲエにはまり、レゲエの根幹にあるラスタファリ運動にも共感。ナイヤビンギ音楽と出会い、同時にジンベに出会った。ニューヨークでは、アフロアメリカンの暮らしやアートに興味を持ち、アフリカの文化にはまる。
1996年にセネガル出身のマムドゥ・カンデに師事しジンベを習う。
1997年、打楽器集団PERC・A・HOLICを結成、関東、関西などで活動を続けたが、2001年に解散。
1999年、ギニア共和国へ渡り、ラミン・ロペスに師事、帰国後、東京ナンガデフ、MANDEN-FOLIなどのグループで活動する。
現在、マブリの他、JAH K.S.K & JOMORE STARS、やっほーバンド、PJアコースティックスタイル、サヨコオトナラ、DOUNIYAH等で活動、神がかり的なジンベ演奏で知られる。あわせて、日本各地でジンベのワークショップも開催している。打楽器だけでなく、ギター、ベース、三味線等の弦楽器演奏も行う。本業の音楽活動の他、エコ農業にも汗を流している。
なお、妻はダンス&ボーカルユニットZOOのHISAMI。

## ディスコグラフィ

### アルバム
- 『奄美シマ唄ライヴ』（2003年10月。ライヴ盤）
  1. 朝花節
  2. 糸繰り節
  3. いとぅ
  4. いゅんみやんみ節
  5. 豊年節
  6. 千鳥浜
  7. ちんだら三部作
  8. 嘉鉄伊能国主
  9. 一切朝花節
  10. 稲摺り節

- 『島遊び』（2004年12月23日発売）
  1. 朝花節
  2. はまさき
  3. よいすら節
  4. 側家戸節
  5. 上がる日ぬ春加那
  6. らんかん橋節
  7. 烏賊曳き（いきゃびき）
  8. 千鳥浜（ちじゅりゃはま）
  9. 嘉鉄伊能國主
  10. 十五夜
  11. 六調〜天草
  12. いすもんどう
  13. おわり朝花

- 『あしなれ』（2006年10月20日。スタジオ・ライヴ録音）
  1. 朝花節
  2. 烏賊曳き
  3. はまさき
  4. よいすら節
  5. 千鳥浜
  6. 側家戸節
  7. てぃくてんぐゎ
  8. 行きゅんにゃ加那〜いゅんみやんみ
  9. 六調〜天草
  10. いすもんどう
  11. おわり朝花

- 『島想い シマウムイ』（2007年11月25日）
  1. 朝花節
  2. 正月着物
  3. 国直米姉節
  4. チンダラ三部作（八重山民謡）
  5. あまた下がり
  6. 曲がりょ高頂節
  7. てぃくてんぐゎ
  8. 諸鈍長浜
  9. 徳之島一切節〜一切朝花節
  10. 野茶坊節

- 『黒潮ROCK』（くるしゅロック。OASIS RECORDS。2010年9月17日発売）
  1. 今日ぬほこらしゃ
  2. カケロマ
  3. ショーレン（正月祝い唄）
  4. ワイド節（作詞：中村民郎、作曲：坪山豊）
  5. 浜(Respect マリンブルーカケロマ)

- 『かんもうれ』（2012年10月20日発売、KEDOMI ASA-002[8]）
  1. 浜千鳥（はまちぢゅりゃ）（八月踊り唄）
  2. 稲すり（奄美シマ唄）
  3. 渡者（奄美シマ唄）
  4. 今日ぬほこらしゃ（唄：朝崎郁恵）
  5. かんもうれ（作詞、作曲：マブリ）
  6. ハブ獲り節（作詞：マブリ、曲：奄美シマ唄 糸繰り節）
  7. 行きゅんにゃ加那〜コンちゃんに捧ぐ〜（奄美シマ唄。補作詞：タナカアツシ）
  8. 烏賊曳き（奄美シマ唄。唄：朝崎郁恵）
  9. ハンミ（川嶺）（作詞：タナカアツシ、牧岡奈美、作曲：タナカアツシ）
  10. 星の巡りあわせ（作詞：奈良大介、作曲：タナカアツシ）
  11. どんどん節〜六調（奄美シマ唄。唄：マブリ、はらながまきこ）
  12. 終わり朝花（奄美シマ唄）
  13. ほこらしゃ（作詞：奈良大介、作曲：タナカアツシ）

### タナカアツシ・シングル
- 『大島エレジー』（2017年12月4日発売。ヌーマン）[3]
  1. 大島エレジー（作詞、作曲：タナカアツシ）
  2. 夜を越えて（作詞：織田佳子、タナカアツシ、作曲：佐東賢一）
  3. 大島エレジー カラオケ男性キー
  4. 夜を越えて カラオケ
  5. 大島エレジー カラオケ女性キー

### 奈良大介・アルバム
- 『ぼくらは今日もみつ蜂のようだ』（2012年10月8日発売）
  1. たね（作詞、作曲：奈良大介）
  2. 農民レゲェ（作詞、作曲：奈良大介）
  3. 命の花（作詞、作曲：奈良大介）
  4. 奴隷日記（作詞、作曲：奈良大介）
  5. 朝花節（奄美大島民謡）
  6. てぃんさくぬ花（沖縄民謡）
  7. お金の在り方（作詞、作曲：奈良大介）
  8. そのままで　〜三陸・リアス・碧いうみ〜（作詞、作曲：奈良大介）
  9. 原子力発電所そんなにいいなら東京湾で！音頭

### 参加作品
- 朝崎郁恵『うたじま「詩島」』（2002年4月15日、アマンミュージック AI-67。伴奏）

- 朝崎郁恵『うたあしぃび』（2003年7月2日、ユニバーサルミュージック UICZ-4069。ウォン・ウィンツァン、チチ松村、SUGIZOらと伴奏）

- 朝崎郁恵『南ぬ風（ふぇいぬぶるーす）』（2016年8月3日、WESS WHCD-104。関ヒトシ、坂下秀実らと伴奏を担当[9]）
  1. あみしゃれ
  2. ほこらしゃ
  3. あはがり
  4. ええうみ
  5. 千鳥浜
  6. 浜千鳥
  7. 嘉鉄伊能國主
  8. 飯米取り節
  9. 渡者
  10. 稲すり
  11. しょうれん
  12. 東れ立雲
  13. 豊年節